# Kurhanivka, Șepetivka
Kurhanivka (în ucraineană Курганівка) este un sat în comuna Velîka Șkarivka din raionul Șepetivka, regiunea Hmelnîțkîi, Ucraina.

## Demografie
Componența lingvistică a localității Kurhanivka
     Ucraineană (98,57%)
     Alte limbi (1,15%)
Conform recensământului din 2001, majoritatea populației localității Kurhanivka era vorbitoare de ucraineană (98,57%), existând în minoritate și vorbitori de alte limbi.